# Moreira (Nelas)
Moreira is een plaats (freguesia) in de Portugese gemeente Nelas en telt 707 inwoners (2001).